# Souls of Black
Souls of Black – czwarty album studyjny amerykańskiej grupy muzycznej Testament. Nagrania dotarły do 73. miejsca listy Billboard 200 w USA.

## Lista utworów
Opracowano na podstawie materiału źródłowego.
| Nr  | Tytuł utworu           | Długość |
| --- | ---------------------- | ------- |
| 1.  | „Beginning of the End” | 0:35    |
| 2.  | „Face in the Sky”      | 3:53    |
| 3.  | „Falling Fast”         | 4:05    |
| 4.  | „Souls of Black”       | 3:22    |
| 5.  | „Absence of Light”     | 3:54    |
| 6.  | „Love to Hate”         | 3:40    |
| 7.  | „Malpractice”          | 4:43    |
| 8.  | „One Man's Fate”       | 4:49    |
| 9.  | „The Legacy”           | 5:30    |
| 10. | „Seven Days of May”    | 4:40    |
|     |                        | 39:11   |

## Twórcy
Opracowano na podstawie materiału źródłowego.
- Chuck Billy - śpiew
- Eric Peterson - gitara elektryczna
- Alex Skolnick - gitara elektryczna
- Greg Christian - gitara basowa
- Louie Clemente - perkusja